# Louis Bobé
Louis Theodor Alfred Bobé (født 21. april 1867 i København, død 28. juli 1951 i Dronningmølle) var en dansk arkivar, personalhistoriker og kongelig ordenshistoriograf.

## Biografi
Louis Bobé var søn af galanterivarefabrikant O.M. Bobé og Johanne Louise født Jensen. Han blev student fra Efterslægtsselskabets Skole 1886 og studerede derefter tysk og litteratur ved Københavns Universitet i fire år. Han blev assistent ved Rigsarkivet 1898. Han forlod arkivarbejdet i 1904 da han ikke kunne samarbejde med den nyansatte rigsarkivar Vilhelm Adolf Secher. Secher mente at Bobé var et "kunstnerisk nervemenneske, for overfladisk og uegnet til metodisk arkivarbejde''. Derefter blev han ansat som sekretær i Dansk Forfatterforening. Han blev dr. phil. i 1910 med afhandlingen Frederikke Brun, født Münter, og hendes Kreds. Hjemme og Ude og ansat som lærer ved Officersskolen 1911-18. I 1921 blev Bobé udnævnt til kongelig ordenshistoriograf.
Bobé var universitetslærer 1916-1947 og lektor i tysk ved Københavns Universitet 1919-1928, medlem af Det kongelige danske Selskab for Fædrelandets Historie og af Selskabet for Udgivelse af Kilder til Dansk Historie, formand i bestyrelsen for Samfundet for Dansk Genealogi og Personalhistorie 1917-1948, medredaktør af Danmarks Adels Aarbog, æresmedlem af Samfundet for dansk Genealogi og Personalhistorie, Svenska Personhistoriska Samfundet, det finske Genealogiske Selskab og af Efterslægtssamfundet. Han var også lærer ved Officerskolen 1911-1918, berejste Grønland 1912-1915 og var medlem af Scoresbysund-Komitéen af 1924, formand for Grønlandsk Selskab 1921-1924. Han havde i somrene 1912-15 rejst i Grønland.
Louis Bobé var forfatter af en lang række personalhistoriske og historiske udgivelser samt udgivelse af kilder. For eksempel Bremerholms Kirke og Holmens Menighed gennem tre Aarhundreder (1920), Die deutsche St. Petri Gemeinde zu Kopenhagen. Ihre Kirche, Schulen und Stiftungen (1925), Rom og Danmark gennem tiderne (2 bind, 1935-1937), Den Grønlandske Handels og Kolonisations Historie indtil 1870 (1936), Charlotte Amalie, Königin zu Dänemark, Prinzessin zu Hessen-Cassel, und die Anfänge der deutsch und französisch reformierten Kirche zu Kopenhagen (1940), De kongelige danske ridderordener og medailler (1950). Hovedværkerne er udgivelsen af Efterladte papirer fra den Reventlowske familiekreds i tidsrummet 1770-1827 (9 bind, 1895-1922) og Slægten Ahlefeldts Historie. (1897-1912). En bind af blandede mindre afhandlinger blev udgivet i 1916 med titlen Fra Renaissance til Empire. Kulturhistoriske Afhandlinger.
Bobé blev gift 1. gang (1894) med Erna B. (f. 4. oktober 1872 i Hamborg, død 1934) og 2. gang (1936) med Carla B., f. Severin Nielsen. Han havde bopæl på Bakkehusets Gæstebolig fra 1925.

## Ordener
- Kommandør af 1. grad af Dannebrogordenen
- Dannebrogsmand
- Dansk Røde Kors Mindetegn for Krigsfangehjælp 1914-19.
- Ridder af 1. klasse af Sankt Olavs Orden
- Officerskors af Oranien-Nassau-ordenen
- Ridder af Preussens Røde Kors
- Ridder af Østrigs Røde Kors
- Ridder af Røde Halvmåne-ordenen